# Embraer EMB 202 Ipanema
El Embraer EMB 202 Ipanema es un avión agrícola utilizado principalmente para fumigaciones y otras operaciones semejantes. También es utilizado en la lucha aérea contra incendios.
Es fabricado por Industria Aeronáutica Neiva, una subsidiaria de Embraer. La última versión ha sido el primer avión propulsado con etanol, lo que supone grandes ventajas ecológicas y económicas respecto de la versión a gasolina. El modelo es muy utilizado en Brasil, donde tiene una cuota de mercado del 80% y ha llegado a las 1400 unidades vendidas al 2018. Destacar que se venden por separado kits de conversión para los Ipanemas a gasolina. Normalmente se piensa que el nombre procede de la famosísima playa de Ipanema en Río de Janeiro, pero realmente procede de una granja con igual nombre propiedad del Ministerio brasileño de Agricultura.

## Desarrollo

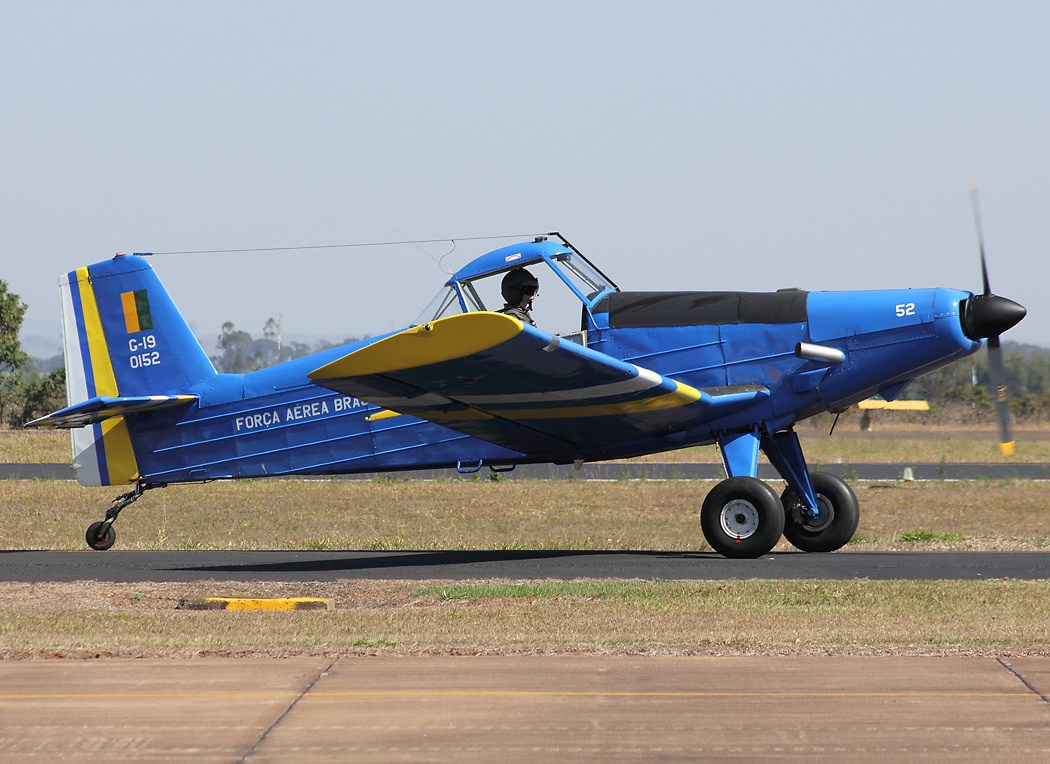
Embraer G-19 Ipanema (EMB-201R) de la Fuerza Aérea Brasileña.

En los 60, la necesidad de desarrollar un avión agrícola brasileño se hizo patente con el gran crecimiento experimentado por el mercado de productos agrícolas, sobre todo de la soja y la caña de azúcar. Durante ese tiempo, los ingenieros del Instituto de Tecnología Aeroespacial (ITA) se dedicaron a desarrollar el Ipanema en la granja antes citada.
La primera versión del avión, el EMB-200, hizo su primer vuelo en 1970 y fue certificado en diciembre de 1971. El avión estaba equipado con un motor de hélices de 194 kW de potencia. Embraer comenzó la producción en serie en 1972, y en septiembre de 1974 fue lanzado el EMB-201, incluyendo varias mejoras como un motor de 224 kW, nuevas hélices y alas y mayor capacidad.
En 1982, la producción del Ipanema fue transferida a Industria Aeronáutica Neiva, que había sido recientemente adquirida por Embraer. En 1992, fue presentado un nuevo modelo, llamado EMB-202 o Ipanemão. El nuevo avión tenía mejoras aerodinámicas y un 40% más de capacidad.
En los años siguientes, Neiva realizó mejoras significativas en el aparato, como añadir winglets en las alas, dotar de un sistema de aire acondicionado a la cabina o reducir el peso del sistema de escape.
Desde que el etanol está disponible a gran escala en Brasil, y al ser de 3 a 4 veces más barato que la gasolina de aviación, muchos granjeros brasileños intentaron hacer funcionar sus Ipanemas a gasolina con alcohol, obteniendo distintos resultados. Ante estos hechos se inició el desarrollo del Ipanema a alcohol, que fue certificado por el Mando General para la Tecnología Aeroespacial el 19 de octubre de 2004. Además, la propulsión a alcohol reduce los costes de mantenimiento y operativos en un 20%.

## Variantes
- EMB-200 Motor Lycoming de 194 kW, hélices Mc Cauley y 550 kg de capacidad
- EMB-200A Similar al EMB-200 con hélices Hartzell y motor mejorado
- EMB-201 Motor Lycoming de 224 kW, hélices Hartzell y 750 kg de capacidad, aerodinámica mejorada
- EMB-201A Similar al EMB-201 con nuevo panel de control y alas
- EMB-202 Motor Lycoming de 224 kW, hélices Hartzell y 950 kg de capacidad
- EMB-202A Motor Lycoming de 239 kW alimentado por etanol y hélices mejoradas para un mayor rendimiento y menores costes.
- EMB-203 Motor Lycoming de 235 kW (320 HP) etanol,  2.700 RPM,  6 cilindros. Dimensiones: Ancho: 8,00 metros. Altura: 2,43 metros. Envergadura de las asas: 13,30 metros. Capacidad de Combustíble Total: 292 Litros. Utilizable: 263 Litros. Capacidade de Hopper: Carga Máxima: 750 kg Volume Máximo: 1050 Litros.

## Especificaciones (EMB-202A)

### Capacidad, dimensiones y pesos
- Tripulación: 1 Persona: Piloto

- Capacidad: 950 kg (2094 lb) de productos químicos
- Longitud: 7,43 m (24,37 pies)
- Envergadura: 11,69 m (38,45 pies)
- Altura: 2,22 m (7,28 pies)
- Peso en carga: 1800 kg (3968 lb)

### Motorización
- Motores: 1 motor Lycoming IO-540-K1J5 con hélices Hartzell de velocidad constante
- Potencia: 240 kW (320 hp)

### Prestaciones
- Velocidad de crucero: 222 km/h (138 mph)
- Velocidad de entrada en pérdida: 88 km/h (55 mph)
- Alcance: 610 km (379 millas)
- Carrera de despegue: 354 m (1161 pies)
- Distancia de aterrizaje: 170 m (558 pies)
- Capacidad de combustible: 264 litros de etanol
- Consumo: 98 litros/h

### Aeronaves similares
- Ayres Thrush
- Air Tractor AT-802
- Grumman AgCat
- PZL-106 Kruk
- PZL-Mielec M-18 Dromader
- Zlin Z-37 Cmelak